# Ten.cut.plus. clips 1996-2001
「ten.cut.plus. clips 1996-2001」（テン カット プラス クリップス 1996-2001）は、川本真琴のビデオ・クリップ映像集。

## 概要
デビュー曲の「愛の才能」から「ブロッサム」までのソニー契約時代の全10曲に加え、ツアーのリハーサル映像や撮り下ろし映像を特典として追加収録している。

初回生産分（限定5000セット）はGROOVISIONSデザインの特殊パッケージ仕様となっており、ステッカーが封入されている。
アンティノスレコードの終了に伴い、発売から4ヶ月で旧盤は廃盤になり、エピックレコードから再発売した。

## 収録曲
1. 愛の才能
2. DNA
3. 1/2
4. 桜
5. ピカピカ
6. 微熱
7. FRAGILE
8. Re-FRAGILE
9. ギミーシェルター
10. ブロッサム
11. ツアーリハーサル映像/デモテープ(映像付き)/川本自身による撮り下ろし映像/マルチアングル機能

## ツアー映像
特典映像の3マルチアングルは、後に「KING SIZE BEDROOM TOUR」として2012年にリリースされる事となる、3rdツアー「川本真琴"KING SIZE BEDROOM"TOUR 2001」の全5公演のうち、最終公演日である「東京SHIBUYA-AX公演」（2001年12月1日）の演奏曲の中から「FRAGILE」、さらにツアーリハーサル映像の『月の缶』も収録されている。